# Clavipalpula pfennigschmidti
Clavipalpula pfennigschmidti là một loài bướm đêm trong họ Noctuidae.